# Trévé
Trévé is een gemeente in het Franse departement Côtes-d'Armor (regio Bretagne). De plaats maakt deel uit van het arrondissement Saint-Brieuc. Trévé telde op 1 januari 2022 1.680 inwoners.

## Geografie
De oppervlakte van Trévé bedraagt 26,63 km², de bevolkingsdichtheid is 64 inwoners per km² (per 1 januari 2019).
De onderstaande kaart toont de ligging van Trévé met de belangrijkste infrastructuur en aangrenzende gemeenten.

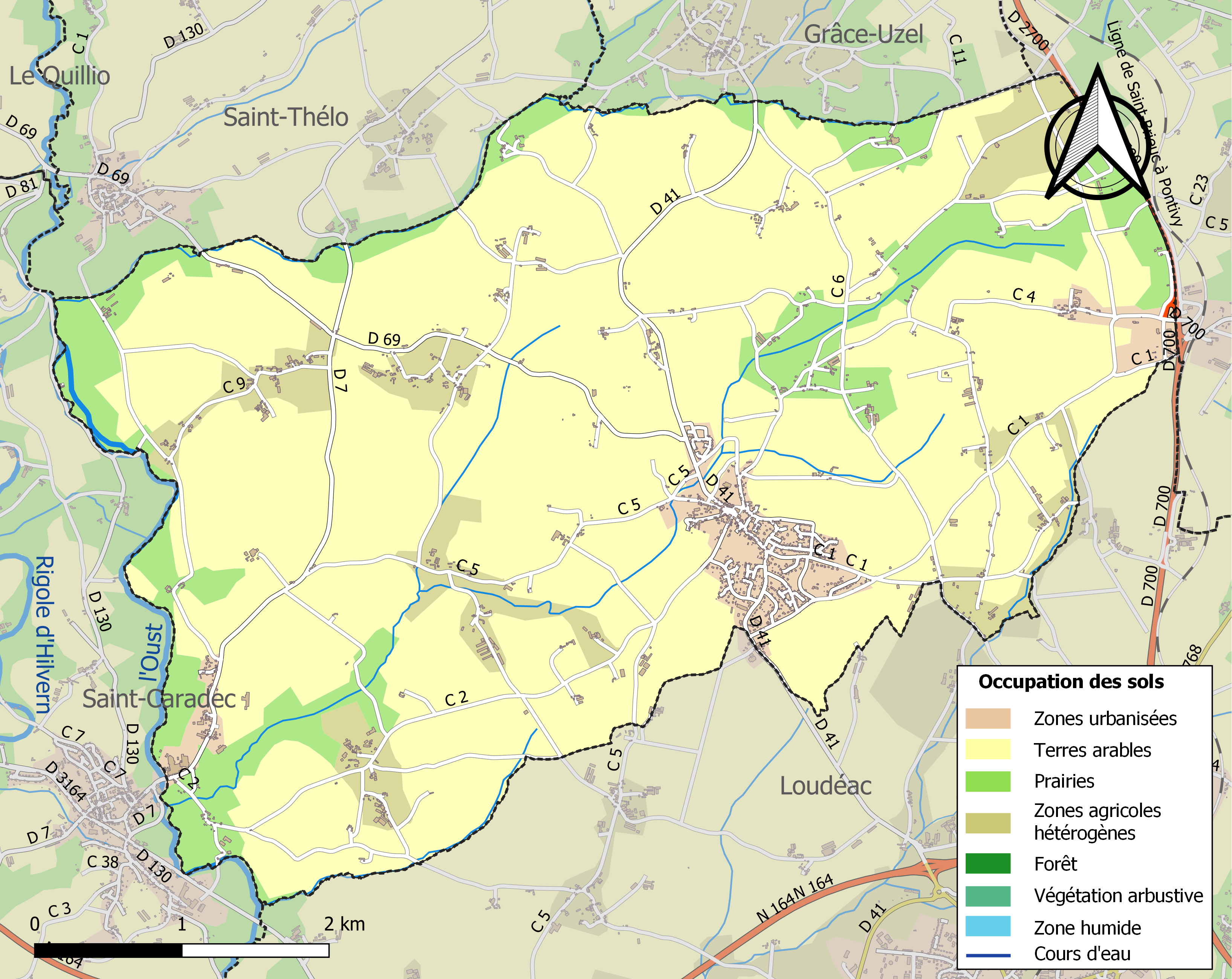

## Demografie
Onderstaande figuur toont het verloop van het inwonertal (bron: INSEE-tellingen).

## Afbeeldingen

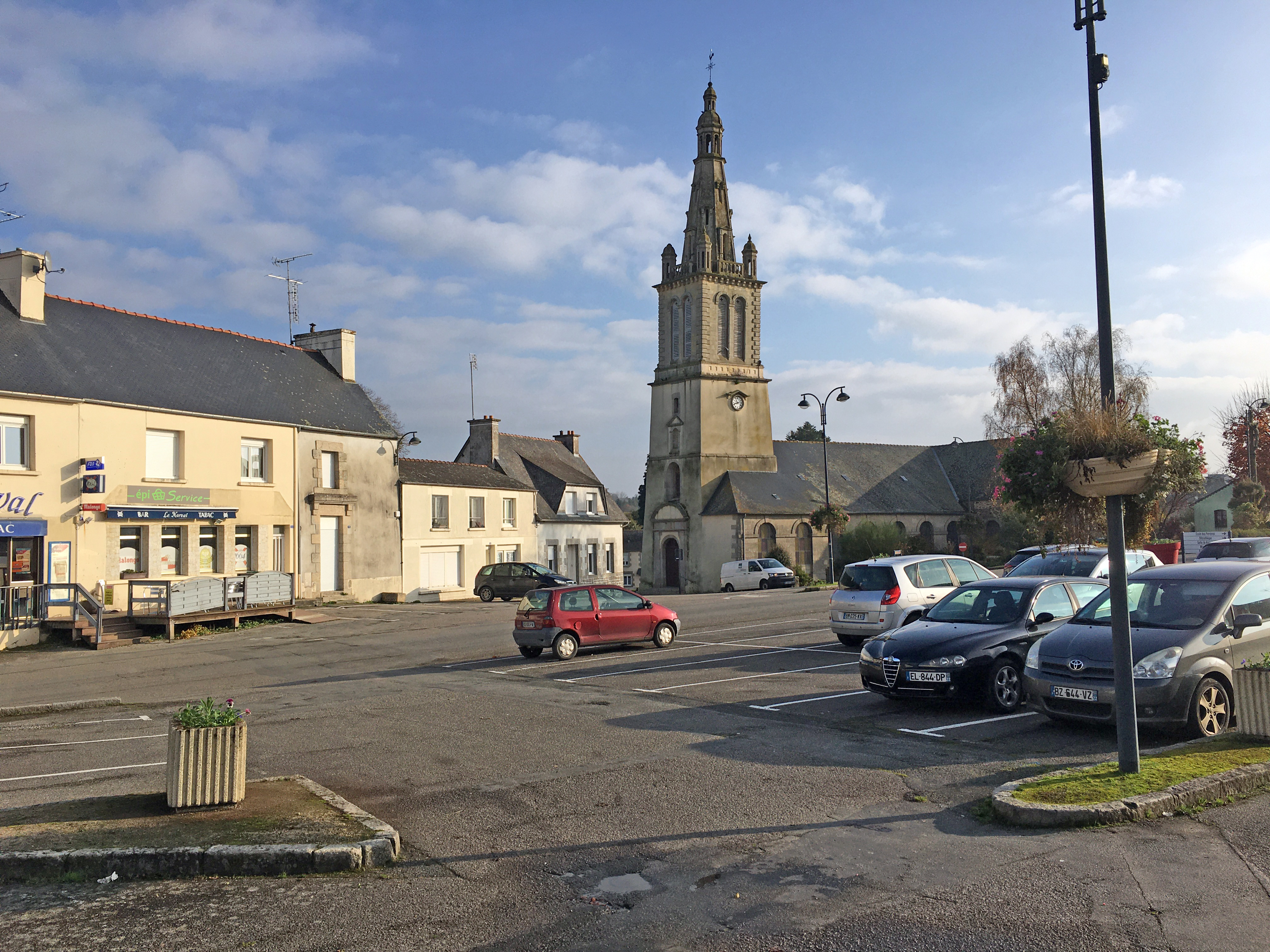
Centrum
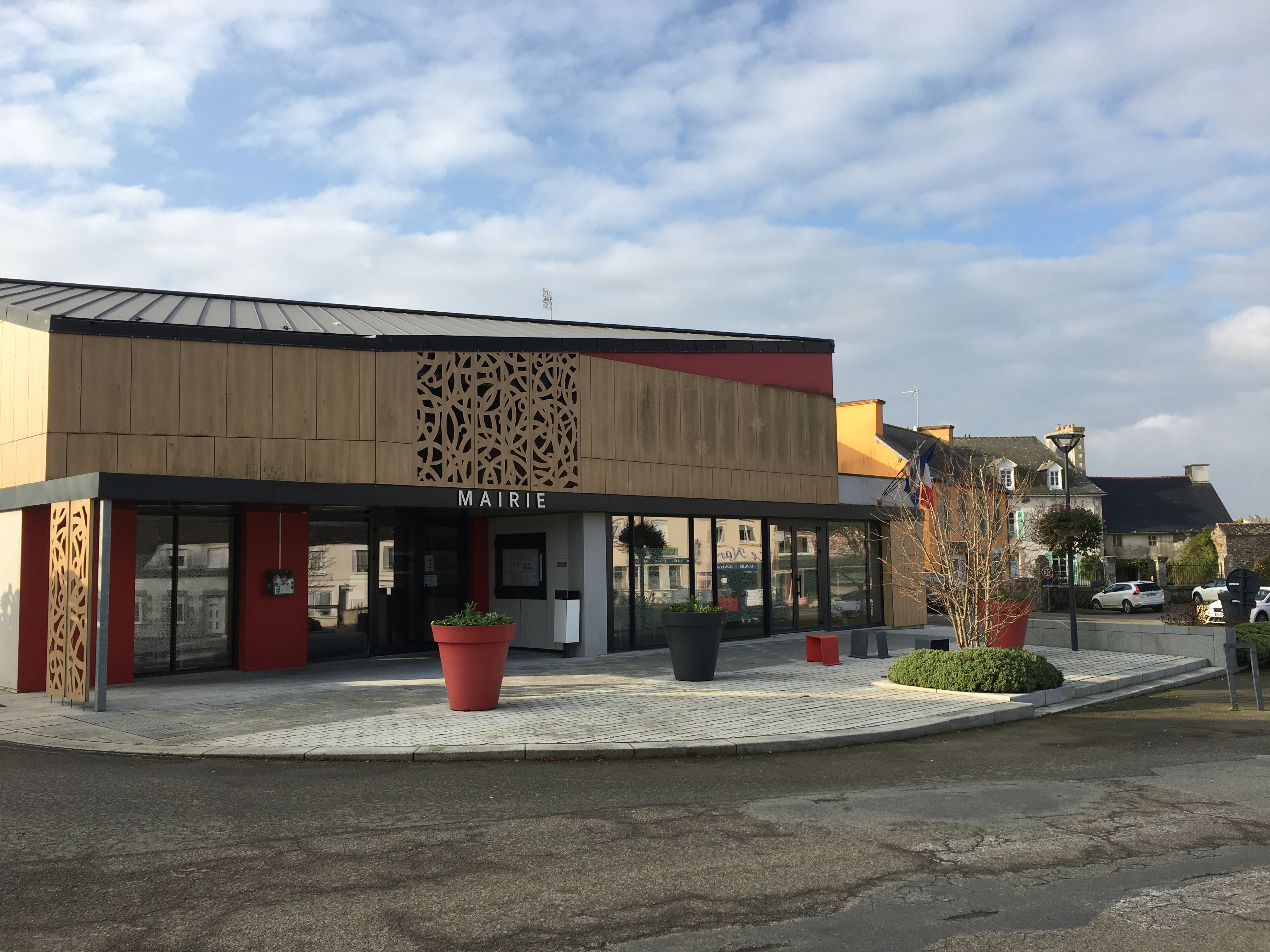
Gemeentehuis